# عمر الجدعاني
عمر خالد داخل الجدعاني مواليد 8 مايو 1999 في السعودية، هو لاعب كرة قدم سعودي.

## مسيرة اللاعب
بدأ اللاعب في الفئات السنية في نادي الاتحاد و وصل للفريق الأول في عام 2018 .

### برنامج الابتعاث الخارجي
انضم لبرنامج الابتعاث السعودي لكرة القدم 2019 مع مجموعة من اللاعبين للابتعاث الخارجي لاكتساب الخبرات والمشاركة أمام فرق من مختلف الدرجات في إسبانيا وغيرها من الدول الأوروبية.

### عودته من الابتعاث
عاد بعد إنتهاء الابتعاث إلى نادي الاتحاد في صيف 2020 و أعير إلى نادي العين في عام 2023 لمدة موسم.